# Jouravskita
La jouravskita és un mineral de la classe dels sulfats, que pertany al grup de l'ettringita. Va rebre el seu nom l'any 1965 per Christophe Gaudefroy i François Permingeat en honor de Georges Jouravsky (1896–1964), cap de geologia del Geological Survey of Morocco, pel seu treball en els dipòsits minerals del Marroc.

## Característiques
La jouravskita és un sulfat de fórmula química Ca₃Mn⁴⁺(SO₄)(CO₃)(OH)₆(H₂O)₁₂. Va ser aprovada com a espècie vàlida per l'Associació Mineralògica Internacional l'any 1965. Cristal·litza en el sistema hexagonal. Es troba en forma de cristalls piramidals hexagonals arrodonits, exhibint {1010} i {1012}, de fins a 0,3 mil·límetres, incrustats en marokita, en masses pulverulentes i taques. La seva duresa a l'escala de Mohs és 2,5.
Segons la classificació de Nickel-Strunz, la jouravskita pertany a «07.D - Sulfats (selenats, etc.) amb anions addicionals, amb H₂O, amb cations de mida mitjana i grans; amb NO₃, CO₃, B(OH)₄, SiO₄ o IO₃» juntament amb els següents minerals: darapskita, clinoungemachita, humberstonita, ungemachita, bentorita, charlesita, ettringita, sturmanita, thaumasita, carraraïta, buriatita, rapidcreekita, korkinoïta, tatarskita, nakauriïta, chessexita, carlosruizita, fuenzalidaïta i txeliabinskita.

## Formació i jaciments
És un mineral rar que es troba a les zones oxidades dels dipòsits de manganès; en varietat alumínica per l'acció de fumaroles volcàniques. Sol trobar-se associada a altres minerals com: manganita, calcita, marokita, gaudefroyita, henritermierita, despujolsita i barita. Va ser descoberta l'any 1965 a la mina Tachgagalt, a la província d'Ouarzazate (Souss-Massa-Draâ, Marroc). També ha estat descrita a les mines N'Chwaning (Kuruman, Sud-àfrica) i a dues localitats jordanes: a Daba (Amman) i a Maqarin (Irbid).